# Міронешть
Міронешть, Міронешті (рум. Mironești) — село у повіті Джурджу в Румунії. Входить до складу комуни Гостінарі.
Село розташоване на відстані 32 км на південь від Бухареста, 37 км на північний схід від Джурджу.

## Населення
За даними перепису населення 2002 року у селі проживали 737 осіб. Рідною мовою 736 осіб (99,9%) назвали румунську.
Національний склад населення села:
| Національність | Кількість осіб | Відсоток |
| -------------- | -------------- | -------- |
| румуни         | 727            | 98,6%    |
| цигани         | 6              | 0,8%     |